# 컴 앤 겟 잇 (영화)
컴 앤 겟 잇(Come And Get It)은 미국에서 제작된 하워드 혹스 감독의 1936년 영화이다. 에드워드 아놀드 등이 주연으로 출연하였고 사무엘 골드윈 등이 제작에 참여하였다.

## 출연

### 주연
- 에드워드 아놀드
- 조엘 맥크리어

### 조연
- 월터 브레넌
- 마디 크리스찬즈
- 마리 내쉬
- 안드리아 리즈
- 프랭크 쉴즈
- 에드윈 맥스웰
- 세실 커닝햄
- 찰스 할튼
- 프란시스 파머

## 제작진
- 원작자: 에드나 페버
- 미술: 리처드 데이
- 의상: 오마르 키암